# 团结街道 (集安市)
团结街道，是中华人民共和国吉林省通化市集安市下辖的一个乡镇级行政单位。

## 行政区划
团结街道下辖以下地区：
沿江社区、朝阳社区、育才社区、东盛社区、镇江村和绿江村。